# Akermes bruneri
Akermes bruneri (лат.) — вид полужесткокрылых насекомых-кокцид рода Akermes из семейства ложнощитовки (Coccidae).

## Распространение
Южная Америка: Аргентина, Парагвай, Уругвай.

## Описание
Питаются соками таких растений, как Ulmaceae: Celtis tala, Celtis.
.
Таксон Akermes bruneri включён в состав рода Akermes Cockerell, 1902 (триба Myzolecaniini) вместе с видами Akermes xylosma, Akermes colombiensis, Akermes cordiae, Akermes levis, Akermes monilis, Akermes montanus, и другими.